# Centro de Estudios Socio-Económicos (Universidad de Chile)
El Centro de Estudios Socio-Económicos (CESO) fue fundado en 1965 en la Facultad de Ciencias Económicas de la Universidad de Chile. A raíz del golpe de Estado del 11 de septiembre de 1973 fue clausurado. Es conocido por ser uno de los centros académicos en donde, a partir de 1967, comenzó a sistematizarse una teoría marxista de la dependencia.

## Historia
En 1965 comenzó a funcionar en la Facultad de Ciencias Económicas el Centro de Estudios Socioeconómicos de la Universidad de Chile, que fue fundado por el sociólogo Eduardo Hamuy Berr, su primer director, y que más tarde fue conocido por las siglas de "CESO".
En 1966 se integraron al centro los sociólogos brasileños Theotonio dos Santos y Vânia Bambirra. Ese mismo año comienza la edición de los Cuadernos del Centro de Estudios Socio-Económicos, que -aunque con interrupciones- se publicaron hasta 1973.
En 1967 Theotonio dos Santos crea el equipo de investigación sobre "relaciones de dependencia en América Latina", en el que colaboraron, desde su inicio, tres jóvenes estudiantes de la Escuela de Economía de esa Facultad: Orlando Caputo Leiva, Roberto Pizarro Hofer y Sergio Ramos Córdova; además de Vânia Bambirra y José Martínez, un joven becario de nacionalidad peruana.
En octubre de 1969 asumió la dirección del Centro el economista Pío García.
En 1970 se incorpora al CESO la psicóloga Marta Harnecker, quien coordinó -entre otros- el "Seminario sobre El Capital". Entre 1972 y 1973, Harnecker se hará cargo de la dirección del semanario "Chile Hoy", iniciativa impulsada por varios investigadores y ex investigadores del Centro.
En marzo de 1971, tras la decisión de Pío García de trasladarse a colaborar con el nuevo gobierno de la Unidad Popular, asume la dirección del CESO el economista Roberto Pizarro. Ese año se suman al centro el sociólogo brasileño Ruy Mauro Marini y el economista norteamericano André Gunder Frank.
En octubre de ese año, el CESO y el Centro de Estudios de la Realidad Nacional (CEREN) de la Universidad Católica, organizó el Simposium sobre "Transición al Socialismo y Experiencia Chilena", que contó con la participación de destacados científicos sociales, entre los que cabe mencionar a Paul Sweezy, Rossana Rossanda, Michel Gutelman y Lelio Basso, que tuvieron un fructífero intercambio, entre otros, con Franz Hinkelammert, Armand Mattelard, Jacques Chonchol, Pedro Vuskovic, así como con Frank, Dos Santos, Harnecker y Marini. El evento da cuenta del papel protagónico que ese centro de estudios desempeñó en el intenso diálogo mundial realizado durante esos años en torno al problema de la transición.
A comienzos de 1972 se publica en la revista Sociedad y Desarrollo del CESO, el artículo "Dialéctica de la dependencia: la economía exportadora". 
Hacia fines de ese año, el Centro se convirtió en Departamento de Estudios Socioeconómicos y formó parte de la nueva Facultad de Economía Política de la Universidad de Chile, en la que fue designado decano Roberto Pizarro. Por su parte, dos Santos asumió la dirección del Departamento.
Además, entre sus investigadores se cuenta a: José Valenzuela Feijoó, Cristóbal Kay, José Bengoa, Guillermo Labarca, Cristián Sepúlveda, Fanny Contreras, Jaime Osorio, Álvaro Briones, Antonio Sánchez, Cristina Hurtado, Jaime Torres, Julio López, Gonzalo Arroyo, Gabriel Gasic, Victoria Ostrovich, Emir Sader, Marco Aurélio Garcia, Edimilson Bizelli, Manuel Lajo Lazo y Alexander Schejtman.
El CESO fue clausurado luego del golpe militar del 11 de septiembre de 1973.

## Cuadernos del CESO
- Eduardo Hamuy (1966). Temas de nuestro tiempo, CESO, Santiago.
- Mario Góngora (1966). Vagabundaje y sociedad fronteriza en Chile (siglos XVII al XIX), CESO, Santiago.
- Silvia Hernández (1966). Transformaciones tecnológicas en la agricultura de Chile Central, CESO, Santiago.
- Eduardo Hamuy (1967). Chile: el proceso de democratización fundamental, CESO, Santiago.
- Laureano Ladrón de Guevara (1967). Propietario y empresario agrícola (algunas características en el caso de Aconcagua), CESO, Santiago.
- Theotonio dos Santos (1967). El nuevo carácter de la dependencia (I). Gran Empresa y Capital Extranjero, CESO, Santiago.
- Tomás Amadeo Vasconi (1967). Educación y cambio social, CESO, Santiago.
- Carlos Descouvières (1968). Alcoholismo y familia. Un estudio exploratorio, CESO, Santiago.
- Theotonio dos Santos (1970). Dependencia y cambio social, CESO, Santiago.
- Orlando Caputo y Roberto Pizarro (1971). Imperialismo, dependencia y relaciones económicas internacionales, CESO, Santiago.
- Tomás Amadeo Vasconi e Inés Reca (1971). Modernización y crisis en la Universidad Latinoamericana, CESO, Santiago.
- Sergio Ramos (1972). Chile: ¿una economía de transición?, CESO-PLA, Santiago (Publicado también por: Casa de las Américas, La Habana ).
- Vania Bambirra (1973). Capitalismo dependiente latinoamericano, CESO-PLA, Santiago.
- Vania Bambirra (1973). La revolución cubana: una reinterpretación, CESO-PLA, Santiago.

## Otras publicaciones
- Gonzalo Izquierdo (1968). Un estudio de las ideologías chilenas (La Sociedad de Agricultura en el Siglo XIX), CESO-Impretec Ltda., Santiago.
- Víctor Brodersohn, comp. (1970). Chile, hoy, siglo XXI, México.
- Orlando Caputo y Roberto Pizarro (1970). Desarrollismo y capital extranjero. Las nuevas formas del imperialismo en Chile, Ediciones de la Universidad Técnica del Estado, Santiago.
- Theotonio dos Santos, Ruy Mauro Marini, et al. (1972). Transición al socialismo y experiencia chilena, CEREN-CESO-PLA, Santiago.